# Amphicoma iberica
Amphicoma iberica là một loài bọ cánh cứng trong họ Glaphyridae. Loài này được Drioli miêu tả khoa học năm 1980.